# Robert Leucht
Robert Leucht (* 3. Juni 1975 in Wien) ist ein österreichischer Germanist.

## Leben
Nach dem Studium der Germanistik, Musikwissenschaft, Theaterwissenschaft und Publizistik an der Universität Wien sowie Klavierstudium am Konservatorium der Stadt Wien (Abschluss der Oberstufe) war er von 2004 bis 2008 Assistent, später Seminaroberassistent (2008–2013) und wissenschaftlicher Mitarbeiter (2013–2016) an der Universität Zürich. Nach der Promotion 2006 und der Habilitation 2015 ist er seit 2019 ordentlicher Professor für neuere deutsche Literaturwissenschaft an der Universität Lausanne (Nachfolge Peter Utz).
Seine Forschungsschwerpunkte sind deutschsprachige Literatur des 18.–21. Jahrhunderts in ihren internationalen Kontexten; Utopieforschung; Exilforschung; Komparatistische Fragestellungen (Kulturtransfer, Übersetzen); Literatur und Technikgeschichte (Robert Musil); Gegenwartsliteratur (besonders der Schweiz), Reiseliteratur der Goethezeit.

## Schriften (Auswahl)
- Experiment und Erinnerung. Der Schriftsteller Walter Abish. Böhlau, Wien 2006, ISBN 3-205-77512-0.
- Dynamiken politischer Imagination. Die deutschsprachige Utopie von Stifter bis Döblin in ihren internationalen Kontexten, 1848–1930. De Gruyter, Berlin 2016, ISBN 3-11-044149-7.
- Der Ingenieur. Grammatik eines Hoffnungsträgers. Intercom Verlag, Zürich 2022, ISBN 978-3-9524954-8-3 (Open Access).